# Wabē Gestro Wenz
Wabē Gestro Wenz är ett vattendrag i Etiopien.   Det ligger i regionen Somali, i den sydöstra delen av landet, 600 km sydost om huvudstaden Addis Abeba.